# Aime la vie
Albums de Florent Pagny
Tout simplement
(2018) L'Avenir (album)
(2021)
Singles
1. Rafale de vent
Sortie : 19 avril 2019[1]
2. Si une chanson
Sortie : 20 septembre 2019[2]

Aime la vie est le 19e album studio de Florent Pagny et son 26e album discographique, sorti le 7 juin 2019 chez Capitol Music France.

## Liste des titres
L'album comporte dix chansons, onze lors de sa réédition :
| No  | Titre                                                    | Paroles                               | Musique           | Durée |
| --- | -------------------------------------------------------- | ------------------------------------- | ----------------- | ----- |
| 1.  | Rafale de vent                                           | Mathias Giunta - Martina Rosso        | Manu Martin       | 3:31  |
| 2.  | Si une chanson                                           | Emmanuelle Cosso                      | Daran             | 4:14  |
| 3.  | Avec un peu d'avance                                     | Mathias Giunta                        | Manu Martin       | 3:53  |
| 4.  | Revenons sur Terre                                       | Emmanuelle Cosso - Pierre-Yves Lebert | Daran             | 4:09  |
| 5.  | Garçons (en duo avec Jean Reno)                          | Mathias Giunta                        | Manu Martin       | 2:59  |
| 6.  | Noir et blanc                                            | Pierre Riess                          | Alain Lanty       | 3:51  |
| 7.  | Raison d'aimer                                           | Didier Golemanas                      | Flavien Compagnon | 2:55  |
| 8.  | Immobiles                                                | Mathias Giunta                        | Manu Martin       | 3:01  |
| 9.  | C'est ta route (en duo avec Anne Sila)                   | Mathias Giunta                        | Manu Martin       | 4:49  |
| 10. | Aime la vie                                              | Mathias Giunta                        | Manu Martin       | 3:16  |
| 11. | Du bruit avec ma bouche (Chanson bonus sur la réédition) | Pierre-Yves Lebert                    | Daran             | 3:50  |

## Réédition
L'album est réédité le 22 novembre 2019 avec, en bonus, une chanson inédite Du bruit avec ma bouche ainsi qu'un DVD reprenant un documentaire de 26 minutes sur la conception de l'album et quatre clips.

## Classement
| Classement (2019)            | Meilleure position |
| ---------------------------- | ------------------ |
| Belgique (Flandre Ultratop)  | 169                |
| Belgique (Wallonie Ultratop) | 2                  |
| France (SNEP)                | 2                  |
| France (SNEP Ventes)         | 1                  |
| Suisse (Schweizer Hitparade) | 5                  |